# Prima Divisione Marche 1950-1951
La Prima Divisione fu il massimo campionato regionale di calcio disputato nelle Marche nella stagione 1950-1951.

## Girone A

### Squadre Partecipanti
| Squadra                               | Città (provincia)   | Stagione precedente |
| ------------------------------------- | ------------------- | ------------------- |
| S.P. Alma Juventus Fano (B = riserve) | Fano (PS)           |                     |
| G.S. Castelfidardo (B = riserve)      | Castelfidardo (AN)  |                     |
| S.S. Enzo Andreanelli                 | Ancona              |                     |
| U.S. Falco                            | Acqualagna (PS)     |                     |
| U.S. Fermignanese                     | Fermignano (PS)     |                     |
| U.S. Filottranese                     | Filottrano (AN)     |                     |
| Juventus                              | Jesi (AN)           |                     |
| U.S. Loreto                           | Loreto (AN)         |                     |
| U.S. Osimana                          | Osimo (AN)          |                     |
| U.S. Pergolese                        | Pergola (PS)        |                     |
| S.S. Portorecanati                    | Porto Recanati (MC) |                     |
| Virtus Osimo                          | Osimo (AN)          |                     |

### Classifica finale
|  | Pos. | Squadra                   | Pt | G  | V  | N | P  | GF | GS | DR  |
|  | ---- | ------------------------- | -- | -- | -- | - | -- | -- | -- | --- |
|  | 1.   | Osimana                   | 38 | 22 | 18 | 2 | 2  | 65 | 9  | +56 |
|  | 2.   | Portorecanati             | 37 | 22 | 18 | 1 | 3  | 75 | 11 | +64 |
|  | 3.   | Filottranese              | 27 | 22 | 12 | 3 | 7  | 42 | 31 | +11 |
|  | 4.   | Pergolese                 | 27 | 22 | 11 | 5 | 6  | 34 | 28 | +6  |
|  | 5.   | Juventus                  | 25 | 22 | 9  | 7 | 6  | 46 | 39 | +7  |
|  | 6.   | Enzo Andreanelli          | 23 | 22 | 8  | 7 | 7  | 37 | 37 | 0   |
|  | 7.   | Acqualagna                | 22 | 22 | 10 | 2 | 10 | 36 | 44 | -8  |
|  | 8.   | Alma Juventus Fano B (-1) | 19 | 22 | 9  | 2 | 11 | 26 | 44 | -18 |
|  | 9.   | Virtus Osimo              | 14 | 22 | 7  | 0 | 15 | 28 | 55 | -27 |
|  | 10.  | Loreto                    | 13 | 22 | 4  | 5 | 13 | 21 | 47 | -26 |
|  | 11.  | Fermignanese              | 9  | 22 | 4  | 1 | 17 | 20 | 37 | -17 |
|  | 12.  | Castelfidardo B           | 9  | 22 | 3  | 3 | 16 | 14 | 62 | -48 |

Legenda:
      Ammesso alle finali.
      Retrocessi in Seconda Divisione.
Regolamento:
Due punti a vittoria, uno a pareggio, zero a sconfitta.
Pari merito in caso di pari punti.
Note:
Il Fano B ha scontato un punto di penalizzazione a causa di una rinuncia ad una partita con la conseguente sconfitta a tavolino per 2-0.
La Fermignanese, salva regolarmente, retrocedette a causa di varie sconfitte a tavolino causate dalla presenza irregolare di due suoi giocatori.

## Girone B

### Squadre Partecipanti
| Squadra                       | Città (provincia)        | Stagione precedente |
| ----------------------------- | ------------------------ | ------------------- |
| S.S. Cuprense 1933            | Cupra Marittima (AP)     |                     |
| S.S. Ennio Passamonti         | Camerino (MC)            |                     |
| A.C. Elpidiense               | Sant'Elpidio a Mare (AP) |                     |
| S.S. San Crispino             | Porto Sant'Elpidio (AP)  |                     |
| A.C. Fermana (B = riserve)    | Fermo (AP)               |                     |
| A.C. Maceratese (B = riserve) | Macerata                 |                     |
| S.S. Matelica                 | Matelica (MC)            |                     |
| U.S. Portocivitanovese        | Porto Civitanova (MC)    |                     |
| S.S. Pro Calcio Ascoli        | Ascoli Piceno            |                     |
| U.S. Recanatese               | Recanati (MC)            |                     |
| S.S. Robur                    | Grottammare (AP)         |                     |
| U.S. Sangiorgese              | Porto San Giorgio (AP)   |                     |

### Classifica finale
|  | Pos. | Squadra           | Pt | G  | V  | N | P  | GF | GS | DR  |
|  | ---- | ----------------- | -- | -- | -- | - | -- | -- | -- | --- |
|  | 1.   | Sangiorgese       | 32 | 22 | 13 | 6 | 3  | 55 | 17 | +38 |
|  | 2.   | Recanatese        | 30 | 22 | 14 | 2 | 6  | 60 | 29 | +31 |
|  | 3.   | Portocivitanovese | 29 | 22 | 13 | 3 | 6  | 43 | 26 | +17 |
|  | 3.   | Pro Calcio Ascoli | 29 | 22 | 12 | 5 | 5  | 42 | 40 | +2  |
|  | 5.   | Ennio Passamonti  | 26 | 22 | 12 | 2 | 8  | 51 | 25 | +26 |
|  | 5.   | Robur Grottammare | 26 | 22 | 11 | 4 | 7  | 47 | 30 | +17 |
|  | 7.   | Maceratese B      | 23 | 22 | 11 | 1 | 10 | 32 | 25 | +7  |
|  | 7.   | San Crispino      | 23 | 22 | 9  | 5 | 8  | 34 | 40 | -6  |
|  | 9.   | Elpidiense        | 19 | 22 | 7  | 5 | 10 | 28 | 33 | -5  |
|  | 10.  | Matelica          | 12 | 22 | 4  | 4 | 14 | 27 | 67 | -40 |
|  | 11.  | Cuprense          | 8  | 22 | 4  | 0 | 18 | 25 | 73 | -48 |
|  | 12.  | Fermana B         | 6  | 22 | 2  | 3 | 17 | 20 | 59 | -39 |

Legenda:
      Ammesso alle finali.
      Retrocessi in Seconda Divisione.
Regolamento:
Due punti a vittoria, uno a pareggio, zero a sconfitta.
Pari merito in caso di pari punti.

## Fase finale

### Girone finale
|  | Pos. | Squadra       | Pt | G | V | N | P | GF | GS | DR |
|  | ---- | ------------- | -- | - | - | - | - | -- | -- | -- |
|  | 1.   | Sangiorgese   | 9  | 6 | 4 | 1 | 1 | 12 | 5  | +7 |
|  | 2.   | Osimana       | 7  | 6 | 3 | 1 | 2 | 11 | 8  | +3 |
|  | 3.   | Recanatese    | 5  | 6 | 1 | 1 | 4 | 6  | 12 | -6 |
|  | 4.   | Portorecanati | 3  | 6 | 2 | 1 | 3 | 9  | 13 | -4 |

Legenda:
      Promosso in Promozione 1951-1952.
Regolamento:
Due punti a vittoria, uno a pareggio, zero a sconfitta.
Pari merito in caso di pari punti se non in zona promozione/finali.

### Risultati
| Andata (1ª) | Andata (1ª) | 1ª giornata                | Ritorno (4ª) | Ritorno (4ª) |
|             |             |                            |              |              |
| 13 mag.     | 1-1         | Porto Recanati-Sangiorgese | 0-1          | 10 giu.      |
| 13 mag.     | 4-0         | Osimana-Recanatese         | 1-1          | 10 giu.      |

| Andata (2ª) | Andata (2ª) | 2ª giornata               | Ritorno (5ª) | Ritorno (5ª) |
|             |             |                           |              |              |
| 20 mag.     | 3-1         | Recanatese-Porto Recanati | 4-1          | 17 giu.      |
| 20 mag.     | 4-2         | Sangiorgese-Osimana       | 0-1          | 17 giu.      |

| \| Andata (3ª) \| Andata (3ª) \| 3ª giornata \| Ritorno (6ª) \| Ritorno (6ª) \| \| \| \| \| \| \| \| 3 giu. \| 2-1 \| Porto Recanati - Osimana \| 1-2 \| 24 giu. \| \| 3 giu. \| 0-3 \| Recanatese - Sangiorgese \| 1-3 \| 24 giu. \| |             |                          |              |              |
| Andata (3ª) | Andata (3ª) | 3ª giornata              | Ritorno (6ª) | Ritorno (6ª) |
| |             |                          |              |              |
| 3 giu. | 2-1         | Porto Recanati - Osimana | 1-2          | 24 giu.      |
| 3 giu. | 0-3         | Recanatese - Sangiorgese | 1-3          | 24 giu.      |